# František Řehoř Giannini
Mons. Dr. František Řehoř Tomáš Pilgrim Kryštof hrabě Giannini, markýz z Carpineta (9. března 1693 Modena – 24. ledna 1758 Olomouc) byl olomoucký a vratislavský kanovník, farář (později probošt) u sv. Mořice v Olomouci a významný představitel učeného katolického osvícenství na Moravě.

## Život

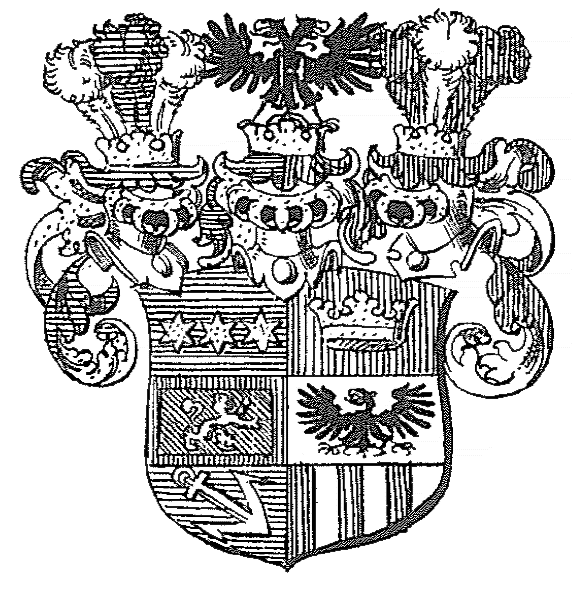
Rodový erb probošta Gianniniho

Už v roce 1706 byl papežskou provizí jmenován olomouckým kanovníkem. Studijní triennium absolvoval na univerzitě ve Vídni (1708–1711), kde získal doktoráty bohosloví a církevního práva. Olomoucká kapitula jej 20. února 1722 zvolila za faráře v kostele sv. Mořice. 17. června 1731 dosáhl povýšení této fary na proboštství a stal se prvním infulovaným proboštem (možnost nosit berlu a mitru při bohoslužbě). V roce 1746 byl papežskou provizí jmenován scholastikem olomoucké kapituly, ale byla porušena práva biskupa, který proto jmenování neuznal, ale po dvou letech sporů v Římě jej scholastikem jmenoval (1748).
Giannini proslul svými nadprůměrnými jazykovými znalostmi, vybudoval knihovnu o 6600 svazcích a byl aktivním členem první učené společnosti v rakouských zemích, olomoucké Societatis incognitorum. Sledoval hlavní duchovní proudy své doby, ať už uvnitř katolické církve (jansenismus a probabilismus) nebo obecně filozofická témata, ovlivněná nástupem osvícenství. Dopisoval si i s přední postavou italského katolického osvícenství, Ludovicem A. Muratorim.

## Stavební činnost
Po velkém požáru Olomouce v roce 1709, který výrazně poškodil i farní kostel sv. Mořice, dal výrazný podnět k jeho obnově. Právě díky němu má kostel nové varhany z dílny vratislavského varhanáře Michaela Englera, dokončenými 21. září 1745. Dal také znovu vybudovat požárem zničenou kapli sv. Cyrila a Metoděje na mořickém hřbitově, kde se též nechal pohřbít.
Jako kanovník dal v roce 1752 olomouckým stavitelem Antonínem Morwitzerem přestavět zchátralou tvrz ve Velkém Týnci na zámek a v r. 1755 nechal postavit v zahradě nad silnicí do Grygova prostý letohrádek, který se na rozdíl od zámku zachoval v původní podobě.